# Veldurthi, Kurnool
Veldurthi là một mandal thuộc huyện Kurnool district, bang Andhra Pradesh, Ấn Độ.

## Geography
Veldurthi is located at south of the Kurnool City, in the distance of 30 km at Bangalore Hyderabad national highway 715°34′00″B 77°55′00″Đ / 15,5667°B 77,9167°Đ. It has an average elevation of 347 meters (1141 feet).